# Northfields (Metropolitano de Londres)
Northfields é uma estação do Metropolitano de Londres em Northfields, no borough londrino de Ealing. A estação fica no ramal Heathrow da linha Piccadilly, entre as estações Boston Manor e South Ealing. Ele está localizado na Northfield Avenue (B452) e na Zona 3 do Travelcard.

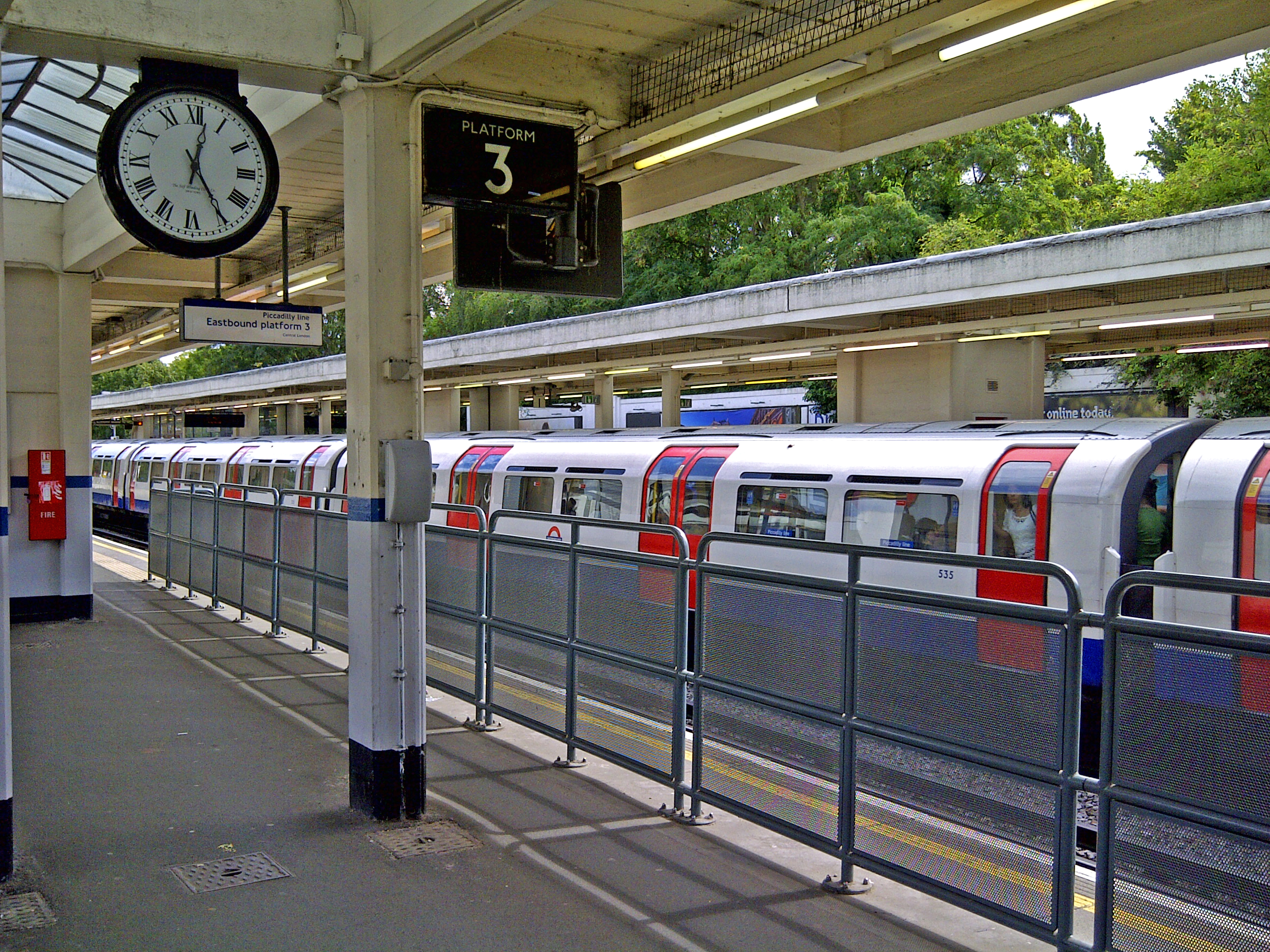
Interior da estação de metrô Northfields

## História
A rota pela estação Northfields foi aberta pela District Railway (DR, agora a linha District), em 1 de maio de 1883 em uma linha para Hounslow Town (localizada na Hounslow High Street, mas agora fechada). A estação foi inaugurada como Northfield (Ealing) em 16 de abril de 1908. A estação foi renomeada para Northfields and Little Ealing em 11 de dezembro de 1911.
A estação foi reconstruída duas vezes. Como parada, a estação de 1908 era bastante básica e fornecia apenas abrigos rudimentares para os passageiros.
No início da década de 1930, uma nova estação Northfields foi construída em conjunto com os preparativos para a introdução dos serviços da linha Piccadilly no ramal de Hounslow e o novo pátio de Northfields que abrigaria seus trens. Localizada no lado leste da Northfields Avenue, a nova estação foi projetada por Charles Holden em estilo europeu moderno usando tijolo, concreto armado e vidro. Como as estações em Sudbury Town, Sudbury Hill, Acton Town e Oakwood que Holden também projetou.
A nova estação foi inaugurada em 19 de maio de 1932 com o nome atual. Tem duas plataformas centrais servindo quatro conjuntos de trilhos (dois no sentido leste e dois no sentido oeste) e está conectado diretamente ao pátio de Northfields imediatamente a oeste da estação e ao sul dos trilhos. Os trens normalmente entram e saem do serviço em Northfields, embora também haja uma conexão de via única do depósito para a pista de corrida no sentido oeste a oeste de Boston Manor.

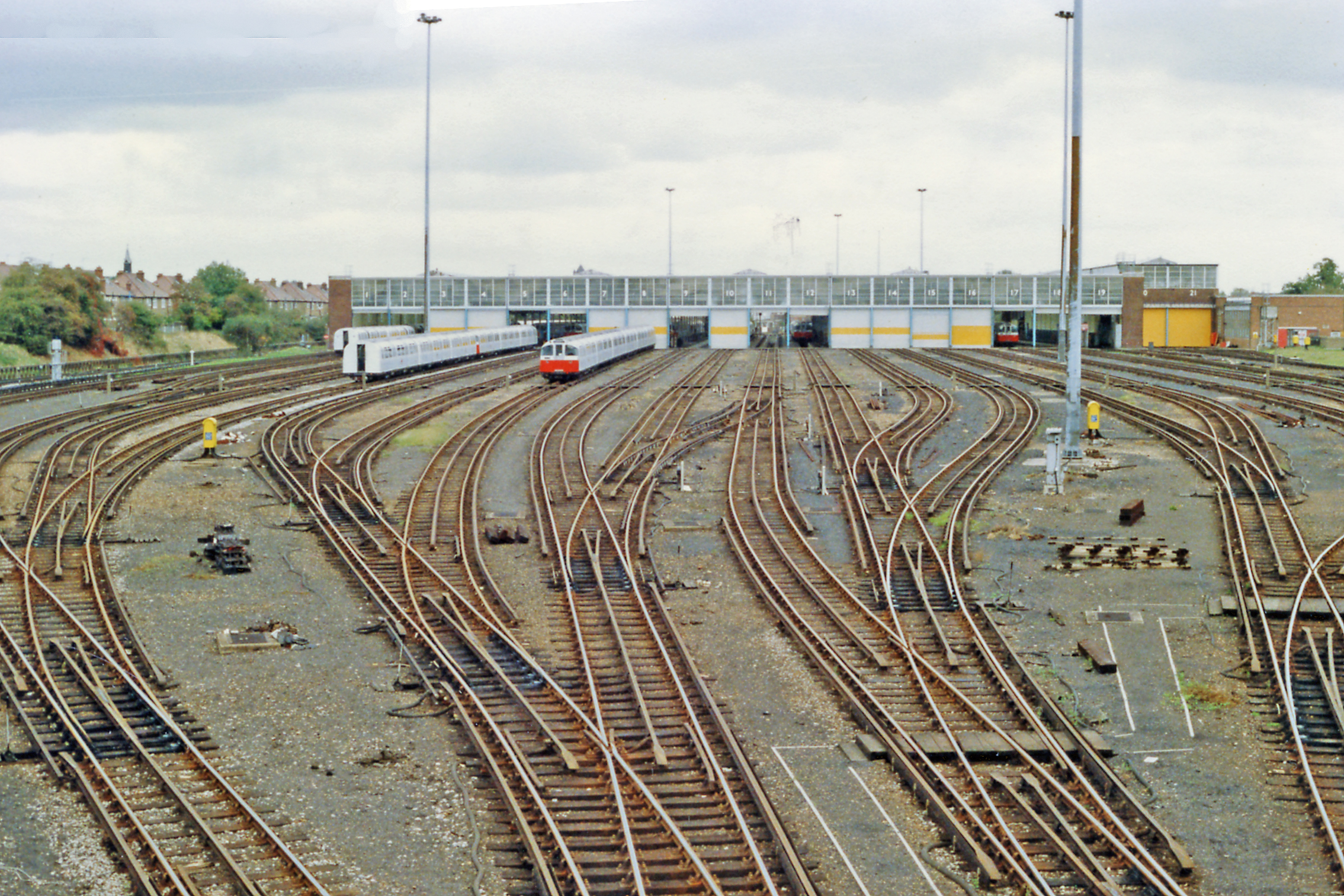
Pátio de Northfields em 1989

Os serviços da linha Piccadilly começaram a funcionar para Northfields a partir de Acton Town em 1 de janeiro de 1933 e foram estendidos para Hounslow West em 13 de março de 1933. A partir desta data, o ramal foi operado em conjunto por ambas as linhas até que os serviços da linha District fossem retirados a oeste de Northfields.
Em 17 de maio de 1994, a estação Northfields foi transformada em um edifício listado como Grau II.

## Conexões
As rotas de ônibus de Londres E2 e E3 e a rota noturna N11 servem a estação.